# Euphorbia valdevillosocarpa
Euphorbia valdevillosocarpa là một loài thực vật có hoa trong họ Đại kích. Loài này được Arvat & Nyár. mô tả khoa học đầu tiên năm 1935 publ. 1936.